# Tokaido Shinkansen

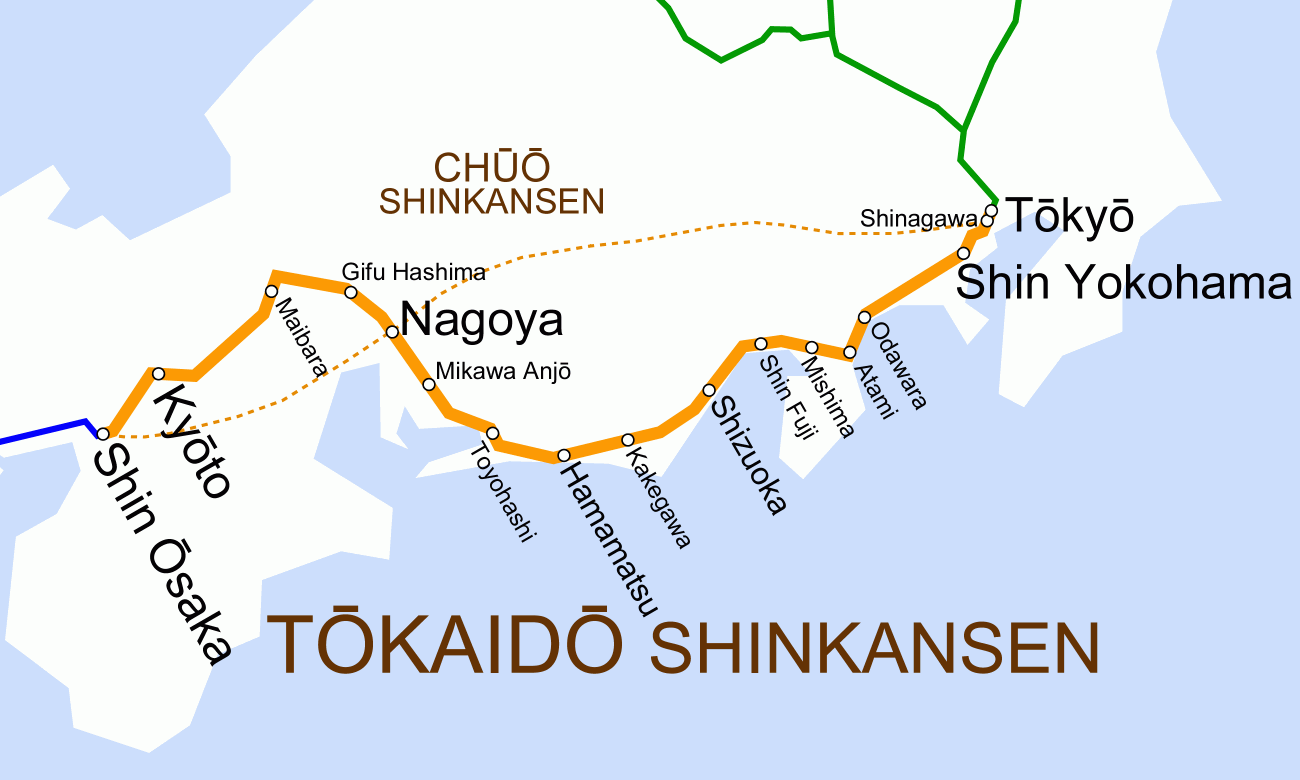
Karta över Tokaido Shinkansens sträckning

Tōkaidō Shinkansen (東海道新幹線) är den ursprungliga Shinkansen mellan Tokyo och Shin-Ōsaka som öppnades 1 oktober 1964 i tid för de olympiska spelen i Tokyo. Det är en linje för höghastighetståg som byggdes av Japanese National Railways och tillhör idag JR Tokai, ett av företagen inom samarbetet Japan Railways.

## Historia
1939 under andra sino-japanska kriget när Japan löd under krigslagar var behovet av att stärka transporterna mod det asiatiska fastlandet starka och man beslutade att bygga en ny normalspårig järnvägslinje kallad Shinkansen mellan Tokyo och Shimonoseki. Bygget hann bara påbörjas innan det fick avbrytas av att kriget förvärrades.
Under 1950-talet var den dubbelspåriga Tokaidolinjen mellan Tokyo och Osaka utnyttjad till sin fulla kapacitet. 1958 tillsattes en statlig utredningsgrupp som diskuterade hur problemet skulle lösas. Bland förslagen fanns att bygga ut den existerade linjen med fler spår, att bygga en ny separat smalspårig linje eller en ny normalspårig linje. En rapport från Japan's Railway Technology Research Institute visade att ett normalspårigt snabbtåg skulle kunna tillryggalägga sträckan Tokyo-Osaka på 3 timmar och beslutet blev att bygga en sådan. Det var då den första normalspåriga järnvägen i Japan efter att en särskild kommitté 1911 kommit fram till att det var mer kostnadseffektivt att fortsätta bygga smalspåriga järnvägar än normalspåriga. 
En del av den mark som inköpts för den tidigare planerade Shinkansen användes nu 25 år senare för att bygga den.
- 1959 påbörjades bygget av banan.[1]
- 1 oktober 1964 öppnades linjen i tid för de olympiska spelen i Tokyo.[1]
- 1 oktober 1985 infördes 100-series Shinkansen med Dubbeldäckarvagn.
- 1987 privatiserades JNR och banan överfördes till det nybildade Shinkansen Holding Cooperation och leasades ut till det likaledes nybildade JR Tokai.[4]
- Mars 1988 öppnades tre nya stationer: Shin-Fuji, Kakegawa och Mikawa-Anjo.[5]
- Oktober 1991 köptes banan upp av JR Tokai.[5]
- Mars 1992 infördes den nya transporttjänsten Nozomi med nya tåg i serie 300 som kör med toppfarten 270 km/h. Det innebar en sänkning av kortaste restiden från 2 h 52 min till 2 h 30 min från Tokyo till Shin Osaka.[6][5]
- 1999 togs de sista tågen av den ursprungliga modellen serie 0 ur drift och de första av serie 700 tas i drift.[6]
- 1 oktober 2003 öppnades Shinagawa station för Tokaido Shinkansen. I samband med det gjordes en större revision av tidtabellen med betydligt fler Nozomiavgångar i rusningstid än tidigare.[5][7]
- 1 juli 2007 infördes Serie N700 tåg med lutande vagnkorgar.[8]
- 8 februari 2013 infördes Serie N700A.[9]
- 1 juli 2020 infördes Serie N700S med bl.a. nöddrift på batteri ifall strömmatningen skulle försvinna, som är tänkt att ersätta befintliga N700 och N700A.[10]

## Trafik

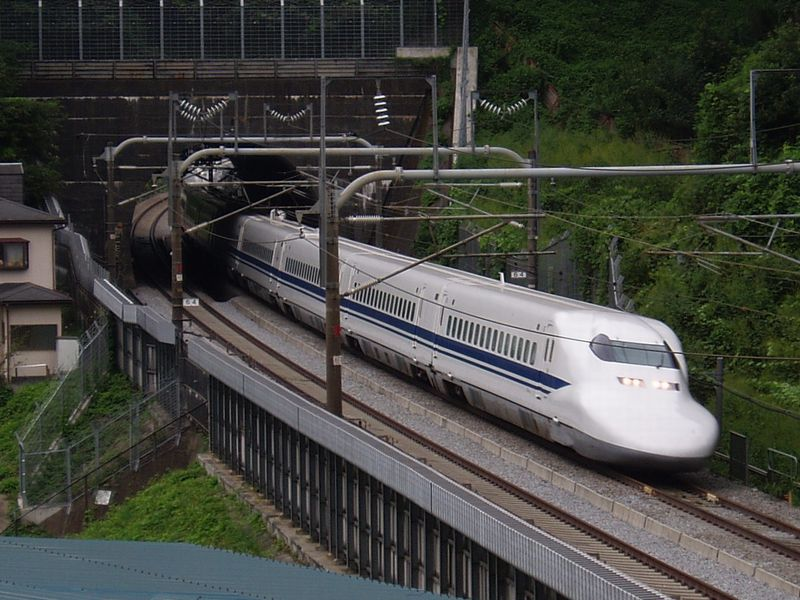
Ett tåg på linjen Tokaido Shinkansen

Tågen på banan delas upp i tre kategorier, efter vilka stationer de stannar vid. Alla tåg trafikerar Shin-Ōsaka, Kyoto, Nagoya, Shin-Yokohama, Shinagawa, och Tokyo station.
- De snabbaste är Nozomi som enbart stannar vid de sex stationerna nämnda ovan. Restiden för hela sträckan är mellan 2 h 25 min och 2 h 37 min.[11]
- De näst snabbaste är Hikari som gör uppehåll på några fler stationer. Förutom de sex stationerna nämnda ovan stannar de även i olika kombinationer vid Maibara, Gifu-Hashima, Toyohashi, Hamamatsu, Shizuoka, Atami, och Odawara.[11]
- De tåg som stannar vid alla stationer längs banan kallas Kodama.[11]

Trafiken är kopplad med Sanyo Shinkansen i Shin Osaka så att många tåg fortsätter direkt mot Hakata. Många tåg går delsträckor såväl inom Tokaido Shinkansen som delar av sträckan med fortsättning i Sanyo Shinkansen.

## Teknik
Bland tekniska innovationer som introducerades med byggandet av Tokaido Shinkansen märks helsvetsad räls och ATC. 
När banan stod klar och trafikerades av de första tågen (sedermera kallade serie 0) var topphastigheten 210 km/h vilket var rekord i passagerartrafik. Banan har minsta kurvradie 2500 m (förutom några skarpare kurvor i tätbebyggda delar av Tokyo) vilket var beräknat för att höja maxhastigheten till 250 km/h. Detta insågs snabbt vara en begränsning och när banan förlängdes med Sanyo Shinkansen 1972 byggdes de nya delarna med minsta kurvradie 4000 m. Genom att införa tåg av serie N700 med lutande vagnkorgar 1 juli 2007 kunde hastigheten ökas till 270 km/h även i de kurvor som tidigare haft hastighetsbegränsning till 250 km/h. Via bland annat uppdaterade bromssystem har största tillåtna hastighet på raksträckor höjts till 285 km/h för N700.

### Strömförsörjning
Efter att SNCF kört tåg med växelström på en testbana 1951 i Frankrike gjordes motsvarande tester på ett segment av Senzanlinjen i Japan. SNCF byggde den första järnvägslinjen med växelströmsteknik mellan Thionville och Valenciennes i Frankrike 1955 och den första växelströmslinjen i trafik i Japan startade 1957 mellan Maibara och Tsuruga på Hokurikulinjen. Tekniken med växelströmsmatning var en förutsättning för att kunna föra över tillräckligt stor effekt till tågen på den nya Shinkansen. Matningen ställde dock till nya problem eftersom tågen gick snabbare än tidigare och behövde 6 strömavtagare som gav problem med svängningar i kontaktledningen. Till att börja med använde man grövre kontaktledning än normalt med högre mekanisk spänning på den. Problemet löstes genom att man vidareutvecklade systemet med auto transformer (AT) feeding som tidigare endast fanns på New Haven Line i Connecticut, USA för Shinkansen. När uppgradering till AT feeding var genomförd på hela linjen höjdes hastigheten från 210 km/h till 270 km/h.
Elnätet i Japan har olika frekvenser, 50 Hz i östra delar av landet och 60 Hz i västra delar. Tokaido Shinkansen går mellan Tokyo som har 50 Hz och Osaka som har 60 Hz. Banan har 60 Hz och man har omformarstationer i de delar som går där elnätet är 50 Hz. Spänningen är 25 kV.